# 207695 Ольгакопил
207695 Ольгакопил (207695 Olgakopyl) — астероїд головного поясу, відкритий 8 вересня 2007 року. Названий на честь Ольги Копил — директора Музею космонавтики імені Сергія Павловича Корольова